# Müttersterblichkeit

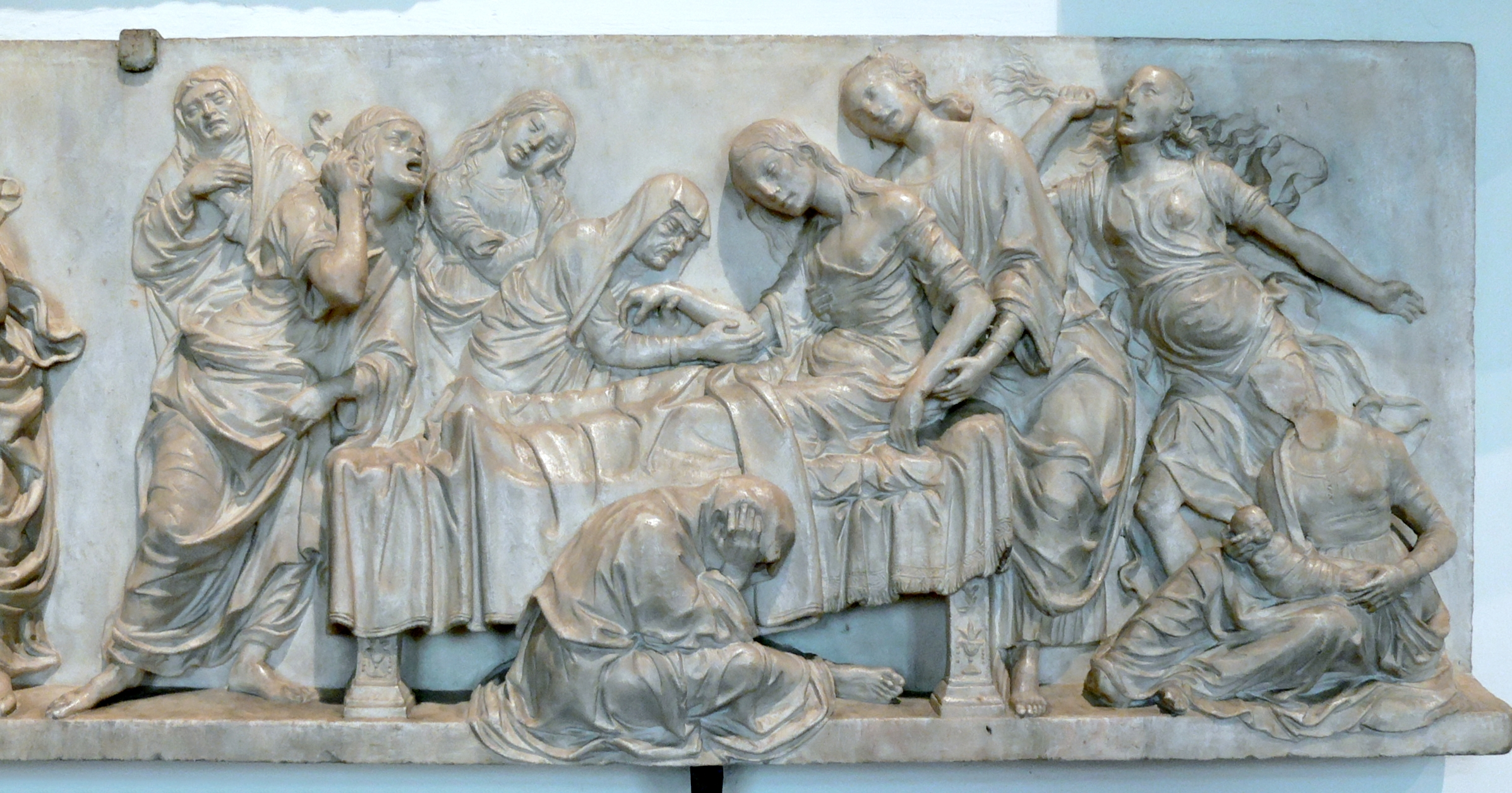
Tod der Francesca Tornabuoni im Kindbett (15. Jh.) von Andrea del Verrocchio, Bargello, Florenz

Müttersterblichkeit wird von der Weltgesundheitsorganisation (WHO) definiert als „Tod einer Frau während der Schwangerschaft oder 42 Tage nach Schwangerschaftsende, unabhängig von der Dauer der Schwangerschaft oder dem Ort, an dem sie stattfindet oder die Maßnahmen, die in Bezug auf sie getroffen wurden, jedoch nicht wenn die Todesfälle auf Zufälle oder Versagen zurückzuführen sind.“
Die Müttersterblichkeitsrate (Zahl der Todesfälle pro 100.000 Lebendgeburten) wird als Kriterium für die Qualität der Geburtshilfe in einem Land herangezogen.

## Entwicklung
In den Industrienationen ist die Müttersterblichkeitsrate aufgrund der verbesserten medizinischen Versorgung seit Beginn des 20. Jahrhunderts von 300 auf etwa 8–12 gesunken. Jedoch wurde in den Niederlanden ein Anstieg der Müttersterblichkeitsrate von 9,7 im Zeitraum von 1983 bis 1992 auf 12,1 im Zeitraum von 1993 bis 2005 beobachtet. In der Schweiz wurde zwischen 2000 und 2013 ähnliches beobachtet (Anstieg von 19 %), die Ursachen dafür sind nicht grundsätzlich geklärt, vermutet wird, dass vermehrt risikoreiche Schwangerschaften vorkommen, beispielsweise durch steigendes Alter oder durch eine vermehrte Anzahl an Kaiserschnitten. In Nepal betrug sie 2007 830.
Die absoluten Zahlen weltweit gingen von 523.000 Fällen im Jahr 1990 auf 289.000 Fälle im Jahr 2013 zurück. Doch sterben noch immer jeden Tag ungefähr 800 Frauen an vermeidbaren Komplikationen im Zusammenhang mit Schwangerschaft und Geburt, 99 Prozent davon in Entwicklungsländern. In den 48 am wenigsten entwickelten Ländern stirbt jede 260. Frau an den Folgen einer Schwangerschaft oder Geburt, in den Industriestaaten jede 6.600.

## Ursachen
Als Hauptursachen für die Müttersterblichkeit gelten
- Blutungen, beispielsweise bei Uterusruptur, Uterusatonie, Placenta praevia und vorzeitiger Plazentalösung
- Bluthochdruck
- Thrombose
- Fruchtwasserembolie
- Sepsis
- extrauterine Schwangerschaft (befruchtete Eizelle hat sich außerhalb der Gebärmutter z. B. im Eileiter eingenistet)
- Herzprobleme
- Unsachgemäßer Schwangerschaftsabbruch
- Infektionen

## Engagement der Vereinten Nationen
Die Senkung der Müttersterblichkeit wurde im Jahr 2000 von den Vereinten Nationen als 5. Millennium-Entwicklungsziel formuliert. Bis zum Jahr 2015 sollte die weltweite Müttersterblichkeit um drei Viertel gegenüber dem Stand von 1990 gesenkt werden. Tatsächlich ging sie bis 2015 lediglich um 45 Prozent zurück.
Als Ursachen der hohen Müttersterblichkeit in Entwicklungsländern gelten vor allem
- mangelhafte Müttergesundheit, unter anderem durch Mangelernährung,
- unzureichende allgemeine Gesundheitsversorgung vor, während und nach der Schwangerschaft,
- unzureichende Geburtshilfe,
- Jugendschwangerschaft bzw. Mutterschaft Minderjähriger (aus verschiedenen Gründen),
- unsachgemäß durchgeführte Schwangerschaftsabbrüche / Abtreibungen

Gestärkt werden soll daher die Rolle der Mädchen und Frauen allgemein, der Zugang zu Bildung, Familienplanung und Sexualaufklärung sowie Verbesserung der Gesundheitsversorgung und Ernährung.
Im Jahr 2015 wurden die Sustainable Development Goals der Vereinten Nationen formuliert, hier wurde als Ziel 3.1 festgelegt:

“By 2030, reduce the global maternal mortality ratio to less than 70 per 100,000 live births”

„Bis 2030 Senkung der weltweiten Müttersterblichkeitsrate auf weniger als 70 pro 100.000 Lebendgeburten“